# Dryaderces
Dryaderces é um gênero de anfíbios da família Hylidae.
As seguintes espécies são reconhecidas:
- Dryaderces inframaculata (Boulenger, 1882)
- Dryaderces pearsoni (Gaige, 1929)